# Guiomar Torresão
Guiomar Delfina de Noronha Torresão (Lisboa, 26 de noviembre de 1844 - Lisboa, 22 de octubre de 1898) fue una escritora feminista portuguesa, y una figura clave en la emancipación de la mujer de los ideales de la clase media en Portugal.

## Biografía
Guiomar Torresão era hija de Joaquim José de Noronha Torresão y su esposa, Maria do Carmo Inácia Pinto de Noronha. Su padre, militar, sirvió en Cabo Verde, residiendo en la aldea de Ribeira Grande, en la isla de Santo Antão, donde murió prematuramente. Maria do Carmo, su viuda, vivía sola con sus hijas Guiomar Delfina y Maria Felismina. Guiomar también tuvo un hermano menor, con el mismo nombre de su padre, que murió a los dos años, el 3 de abril de 1848, en la extinta parroquia de São Julião, en Lisboa.
Ficcionista, poeta, dramaturga y ensayista, colaboró con la revista Ribaltas e Gambiarras (1881), editada por Henrique Zeferino, donde escribió bajo el seudónimo de Delfim de Noronha, en sus diez primeros números. A partir de entonces empezó a revelar su verdadera identidad en artículos y titulares.
En 1869 publicó Uma Alma de Mulher, su primera novela, reimpresa en la revista feminista A Voz Feminina. Fundó y dirigió la revista Almanach das Senhoras (1871) hasta su muerte. En el Diário Illustrado escribió bajo el seudónimo de Gabriel Cláudio. Escribió, No Theatro e na sala, obra prologada por Camilo Castelo Branco. Para teatro, escribió O fraco da baronesa, una comedia en un acto, en 1878, Dois garotos, un drama en cinco actos, en 1879 y Educação moderna, en 1884. Educação moderna, comedia en 3 actos, precedida de una conversación preámbulo, se representó por primera vez en Lisboa, en el Teatro do Ginásio, el 28 de marzo de 1891. Son suyos romances como Uma Alma de Mulher (1869), Rosas Pallidas (1873 - colección de cuentos), A Família Albergaria (1874 - novela histórica), O fraco da baronesa (1878) o Henriqueta (1890), entre muchas otras. En Brasil se publicó el poema “Beatriz”.
Fue periodista y traductora, sus trabajos incluían, además de novelas, dramas, poesía y libros de viajes. También escribió bajo los seudónimos de Roseball, Scentelha, Sith y Tom Ponce. Hasta 1868 trabajó para el Almanaque das Lembranças Luso-Brasileiro. Escribió para varios periódicos, entre ellos Ilustração Portuguesa, Diário Illustrado, Diário de Notícias, O Mundo Elegante, Lisboa creche: jornal Miniatura (1884), entre otros. Es citada frecuentemente en A Mensageira, revista dedicada a la mujer brasileña, e incluso publicó un poema en dicho periódico paulista.
Nunca se casó ni tuvo hijos. En el momento de su muerte vivía con su hermana, Maria Felismina de Noronha Torresão (São José, Lisboa, 9 de febrero de 1851 - Santa Isabel, Lisboa, 4 de noviembre de 1912), en la Calçada da Estrela, número 173, segundo piso, en la parroquia lisboeta de Lapa.
Murió a causa de una lesión cardíaca, a la edad de 53 años, y fue enterrada en el cemitério dos Prazeres, en una tumba. Tras la muerte de Guiomar, Felismina se hizo cargo del Almanach das Senhoras, como su única heredera, y, tras su muerte en 1912, víctima de cirrosis hepática, lo hizo su marido Eusébio Alberto da Silva Venâncio, fallecido en 1918. Se publicó por última vez en 1928, 30 años después de la muerte de Guiomar.

## Obra
- Uma Alma de Mulher, 1896
- Rosas Pálidas, 1873
- A Família Albergaria, 1874
- Meteoros (contos e crónicas) 1875
- Ribaltas e Gambiarras, 1881
- A Educação Moderna, 1884
- Idílio à Inglesa: Contos Modernos, 1886
- Paris – Impressões de Viagem, 1888
- A Avó, 1889
- Severina, 1890
- Batalhas da Vida, 1892
- Educação Moderna: Comédia em Três Atos, 1894
- Diário de uma Complicada, 1894
- Joana de Goerschen, 1896
- Flávia: Contos, com ilustrações de Columbano Bordalo Pinheiro, 1897
- A Grande Velocidade: Notas de Gare, 1899
- A Árvore de Natal.

## Colaboraciones en publicaciones periódicas
- Almanaque de Lembranças Luso-Brasileiro;
- A Leitura;
- Diário de Notícias;
- Diário Ilustrado;
- Ilustração Portuguesa;
- Artes e Letras.